# Locomotiva FS 683
Le locomotive gruppo 683 erano un gruppo di cinque locomotive a vapore delle Ferrovie dello Stato italiane, carenate, derivate dalla trasformazione di altrettante unità del gruppo 685.

Il numero di gruppo 683 aveva in precedenza designato un lotto di 14 locomotive, di ugual rodiggio, ricevute dall'Ungheria in conto riparazioni di guerra.

## Storia
Le locomotive, nel numero di cinque unità, nacquero dalla trasformazione operate tra il 1940 e il 1941 di altrettante locomotive nate originariamente come gruppo 680. Già in precedenza erano state modificate in 685 ricevendo anche l'applicazione della distribuzione Caprotti; ricevettero ulteriormente l'applicazione del sistema di preriscaldamento Franco-Crosti.

Tale sistema, innovativo anche se nato in Italia quando già la trazione a vapore era al tramonto, consisteva di una serie di dispositivi per il preriscaldamento dell'acqua prima che questa entrasse nella caldaia; ciò veniva ottenuto usando i fumi di scarico e il vapore esausto. Il sistema permetteva un risparmio di carbone dell'ordine del 15-20%.

I preriscaldatori, applicati poi su varie serie di locomotive quali le 640 e le 740, modificavano fortemente l'aspetto estetico per cui nei primi esperimenti si ricorse all'uso di una carenatura integrale seguendo la tendenza alle carenature aerodinamiche in voga nel resto d'Europa. La carenatura tuttavia impedisce notevolmente le normali manutenzioni e ancor più le riparazioni pertanto nel dopoguerra venne rimossa. Le 683 vennero accantonate all'inizio degli anni sessanta.

## Caratteristiche
Le locomotive avevano ricevuto la numerazione 965, 966, 969, 972 e 981 che conservava memoria del numero precedente anteponendovi il 9 per distinguerle.
Le locomotive conservavano il rodiggio 1-3-1 ed erano autorizzate alla velocità massima di 130 km/h. Ricostruite tra 1940-1941, vennero assegnate al Deposito Locomotive di Udine negli ultimi anni di vita ; svolsero servizio fino al 1962.